# Cardona i Munné SA
Cardona i Munné SA és una societat anònima creada el 1933 i que encara existeix, encara que no té activitat.

## Història
Els seus orígens es remunten al 1902, quan Enric Cardona i Panella va constituir amb els seus cunyats Joan i Bernat Canadell i Paradeda la raó social Canadell i Cardona, dedicada al negoci de comissions i representacions, sota la gerència dels dos primers (1.000 pessetes cadascú) i l'aportació de 2.000 pessetes del tercer. Tenien un magatzem de vidres plans, cristalls i metalls al carrer de Lancaster, 6 traslladat després al carrer Nou de la Rambla, 36.
El 1904, Bernat Canadell es va retirar del negoci, i va entrar-hi Àngel Munné i Salvitja (o Salvitcha), amb la qual cosa la societat es diria Canadell, Cardona i Munné. Munné, que morí el 1906, estava casat amb Elvira Arolas i Xuriach, i el seu fill Francesc Munné i Arolas (assassinat el 1938 durant la Guerra Civil), era el marit de Rita Cardona i Canadell, filla d'Enric Cardona.
Després de la liquidació de la societat, Cardona continuaria el seu propi negoci al carrer Nou de la Rambla, 39-41, que a més inclouria articles de pisa sanitària. Va obrir-ne sucursals al carrer de Vergara, 1 (cantonada amb Balmes) i a Lleida, on el 1928 va establir un taller dedicat a la fabricació de vidres plans i bisellats. El 1933, i amb la participació del seu gendre, es va constituir la societat Cardona i Munné SA, la gamma de productes de la qual incloïa escalfadors d'aigua i neveres.
Enric Cardona va morir l'octubre del 1966, als 95 anys, i l'empresa va continuar amb el seu net Joan Munné i Cardona al capdavant fins a la dècada de 1980, quan l'edifici del carrer Nou va ser enderrocat.